# Дагестан (гекбот, 1723)
«Дагестан» — гекбот Каспийской флотилии Российской империи, участник Персидского похода 1722—1723 годов, один из гекботов типа «Астрахань».

## Описание судна
Парусный трёхмачтовый гекбот с деревянным корпусом, один из 41 гекбота типа «Астрахань», строившийся в Казани и Нижнем Новгороде с 1722 по 1727 год. Длина судна составляла 30,48—30,5 метра, а ширина 8,2—8,23 метра. Для тридцати гекботов, спущенных в 1723 году, все канаты и якоря изготавливались в Нижнем Новгороде, а мачты, реи, блоки и паруса в Казани, для чего 19 (30) октября 1722 года в Нижний Новгород и Казань были направлены мастера необходимых квалификаций.
Губернатор Астраханской губернии А. П. Волынский так писал Петру I об увиденных им в 1723 году 30 гекботах этого типа: «Все гекботы так хороши, власно как бы фрегаты... все лучше того на котором изволили прошлаго года ходить Ваше Величество».

## История службы
Гекбот «Дагестан» был заложен на стапеле Казанского адмиралтейства в декабре 1722 года, после спуска на воду 11 (22) мая 1723 года вошёл в состав Каспийской флотилии России.
В мае—июне того же года совершил переход по Волге в Астрахань.
Принимал участие в Персидском походе 1722—1723 годов.